# Philydraceae
Las filidráceas (nombre científico Philydraceae) forman una familia de plantas monocotiledóneas herbáceas, con perianto petaloideo a pesar de ser una comelínida, su filotaxis es dística y sus hojas isobifaciales-ensiformes (excepto en Philydrella), sus inflorescencias pilosas como lana, y sus flores poseen una simetría bilateral distintiva con un único estambre en posición abaxial. El verticilo externo de perianto es petaloideo y mucho más pequeño que el verticilo interno según Soltis et al. (2005, pero el verticilo externo es más grande según Stevens en el APWeb a enero del 2009). Las flores de las filidráceas también se abren por un solo día. Son nativas de Australia al sudeste de Asia. La familia fue reconocida por sistemas de clasificación modernos como el sistema de clasificación APG III (2009) y el APWeb (2001 en adelante).

## Filogenia
La familia puede ser hermana de [Haemodoraceae + Pontederiaceae], ver Commelinales para una discusión de ese clado.

## Taxonomía
La familia fue reconocida por el APG III (2009), el Linear APG III (2009) le asignó el número de familia 79. La familia ya había sido reconocida por el APG II (2003).
La lista de géneros junto con su publicación válida, distribución y número de especies, según Royal Botanic Gardens, Kew (visitado en enero del 2009):
- Helmholtzia F.Muell., Fragm. 5: 202 (1866). Maluku a E. Australia. 3 especies.
- Philydrella Caruel, Nuovo Giorn. Bot. Ital. 10: 91 (1878). SO. de Australia. 2 especies.
- Philydrum Banks & Sol. ex Gaertn., Fruct. Sem. Pl. 1: 62 (1788). S. China a Japón y Pen. Malasia, Nueva Guinea a N. y E. de Australia. 1 especie.

Los sinónimos, según Kew:
- Garciana Lour., Fl. Cochinch.: 14 (1790). = Philydrum Banks & Sol. ex Gaertn.
- Hetaeria Endl., Gen. Pl.: 133 (1836). ==Philydrella Caruel
- Orthothylax (Hook.f.) Skottsb., Bot. Jahrb. Syst. 65: 264 (1932). = Helmholtzia F.Muell.
- Pritzelia F.Muell., Descr. Notes Papuan Pl. 1: 13 (1875), nom. illeg. = Philydrella Caruel